# Companys, procés a Catalunya
Companys, procés a Catalunya és una pel·lícula de drama històric estrenada el 23 de maig de 1979, dirigida per Josep Maria Forn i Costa i escrita per ell i Antoni Freixas. Basada en fets reals, narra la història dels darrers mesos del president de Catalunya Lluís Companys. Va competir al Festival de Cinema de Cannes de 1979.

## Argument
L'ocupació franquista de Catalunya obliga el president Companys a exiliar-se a França. Després de la invasió de França per les tropes nazis, la Gestapo lliura Companys al govern de Franco.

## Repartiment
- Luis Iriondo - Lluís Companys
- Marta Angelat - Ángela
- Montserrat Carulla - Ramona Companys
- Xabier Elorriaga - Fortuny
- Pau Garsaball - Miquel
- Agustín González - Membre del Tribunal
- Alfred Lucchetti - Jutge instructor Ramón Puig de Ramón
- Marta May - Carmen Ballester, esposa de Lluís Companys
- Biel Moll - Urraca Pastor[a]
- Ovidi Montllor - Jordi
- Conrado Tortosa 'Pipper' - García
- Rafael Anglada - Martí
- Francesc Jarque Zurbano - comissari a Madrid
- Carlos Lucena - president del Tribunal
- Carles Lloret i Soler - ambaixador espanyol
- Jordi Serrat i Gallart - capità Colubí (advocat defensor)
- Jordi Torras i Comamala - fiscal Enrique de Querol Duran
- Carles Velat - Joan

I amb la col·laboració de:
- Josep Andreu i Abelló, Manuel Gas (com a Ortega y Gasset), Joan Guasch (com a Salvador Seguí, el Noi del Sucre), Sabin Izaguirre (com a president Aguirre), Gonçal Medel (Unamuno), Bartomeu Olsina (en el paper de Franco), Ventura Oller (Pérez Madrigal), Ferran Repiso (Carrasco i Formiguera), Ernest Serrahima i Sant (Campalans), Lluís Torner i Bové (Francesc Layret) i Fernando Ulloa (en el paper d'Azaña).